# 扶綱
扶綱，字允常，布依族，贵州都匀府籍江西大庾县人。明朝政治人物。同進士出身。

## 生平
崇禎六年（1633年）癸酉科鄉試第二十四名舉人，崇禎七年（1634年）聯捷甲戌科進士。大理寺觀政，十年授行人司行人，十四年取補吏部验封司主事，十五年調文选司，累官吏部稽勋司員外郎。
永曆十年（1656年）三月以太常寺卿兼东阁大学士。永曆帝逃亡緬甸，扶綱返回都勻。永曆十六年（清康熙元年，1662年），永曆帝被吳三桂處死於昆明金禪寺。扶纲遣部属乞永历帝骨骸，葬於都勻高塘山，秘不敢言。

## 著作
有《都匀府志略》若干卷。《黔诗纪略》录其诗二首。